# Scarab (Automarke)
Scarab (dt.: Skarabäus) war eine US-amerikanische Automobilmarke, die nur 1958 von der Reventlow Automobile Company in Los Angeles (Kalifornien) gebaut wurde. Gründer und Eigentümer dieser Firma war der Rennfahrer Lance Reventlow, der Sohn der Kaufhauserbin Barbara Hutton.

## Beschreibung
Der zweisitzige Roadster mit GFK-Karosserie war nur für den Renneinsatz gedacht, hatte aber eine Straßenzulassung. Das Fahrgestell bestand aus einem Stahlrohrrahmen, in den eine De-Dion-Hinterachse eingehängt war. Die Vorderräder waren einzeln aufgehängt. Für den Antrieb sorgte ein obengesteuerter V8-Motor aus dem Chevrolet Corvette, der aus 5572 cm³ Hubraum eine Leistung von 385 bhp (283 kW) zog. Der Wagen war mit Magnesiumrädern ausgestattet.
Nur drei Exemplare wurden verkauft, dann war das Interesse an dieser Konstruktion wieder verflogen.

## Bilder

Scarab Zweisitzer
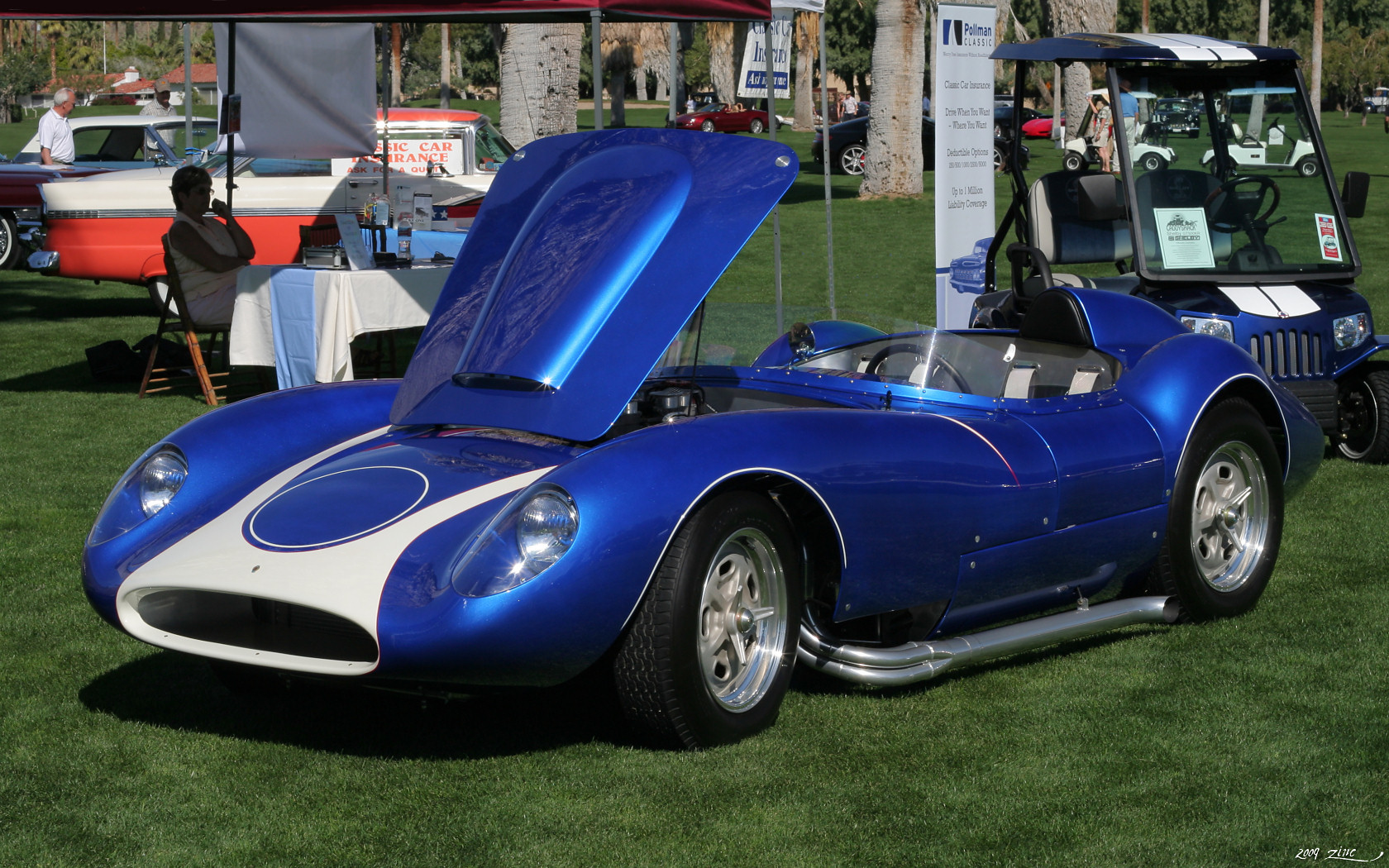
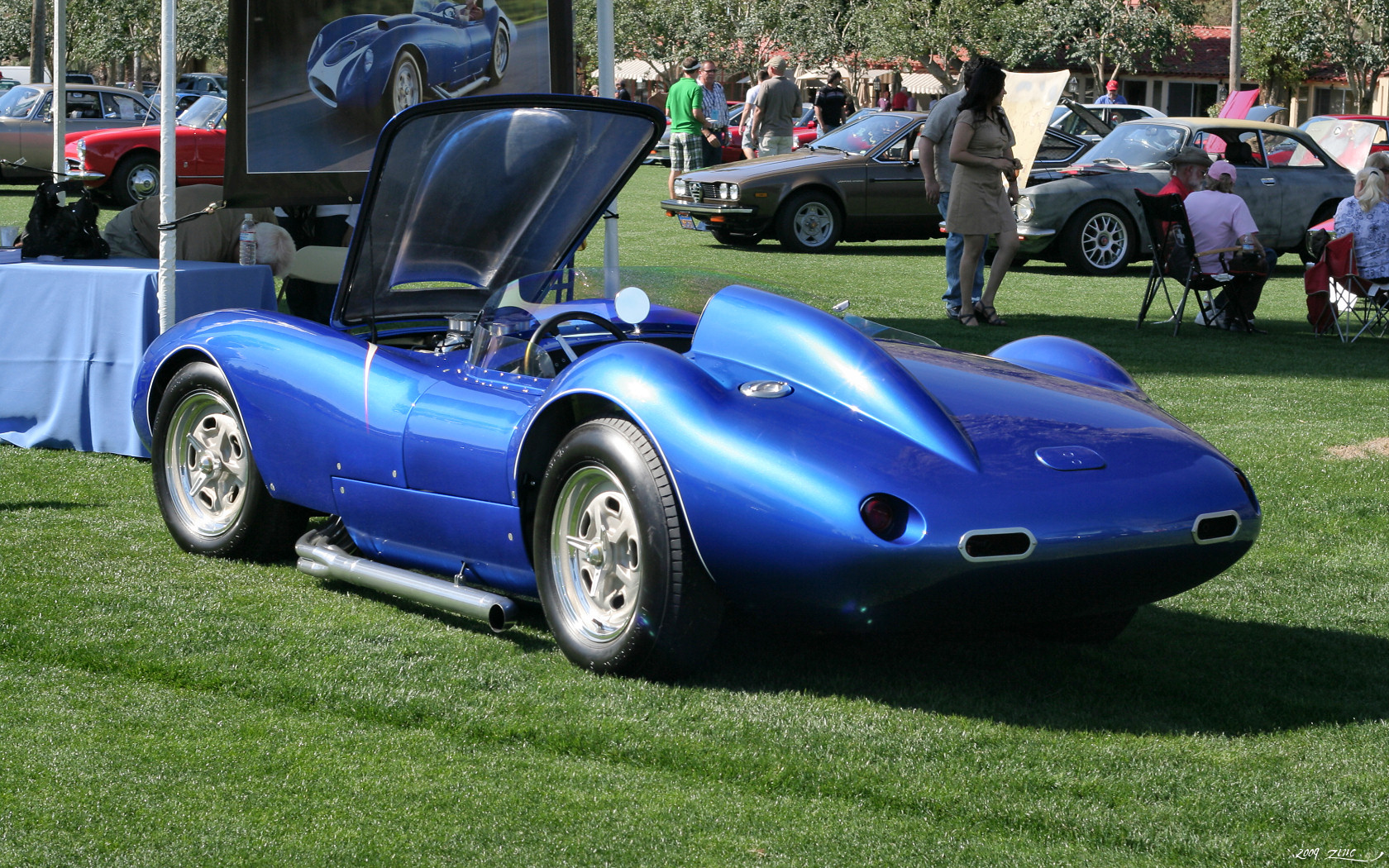
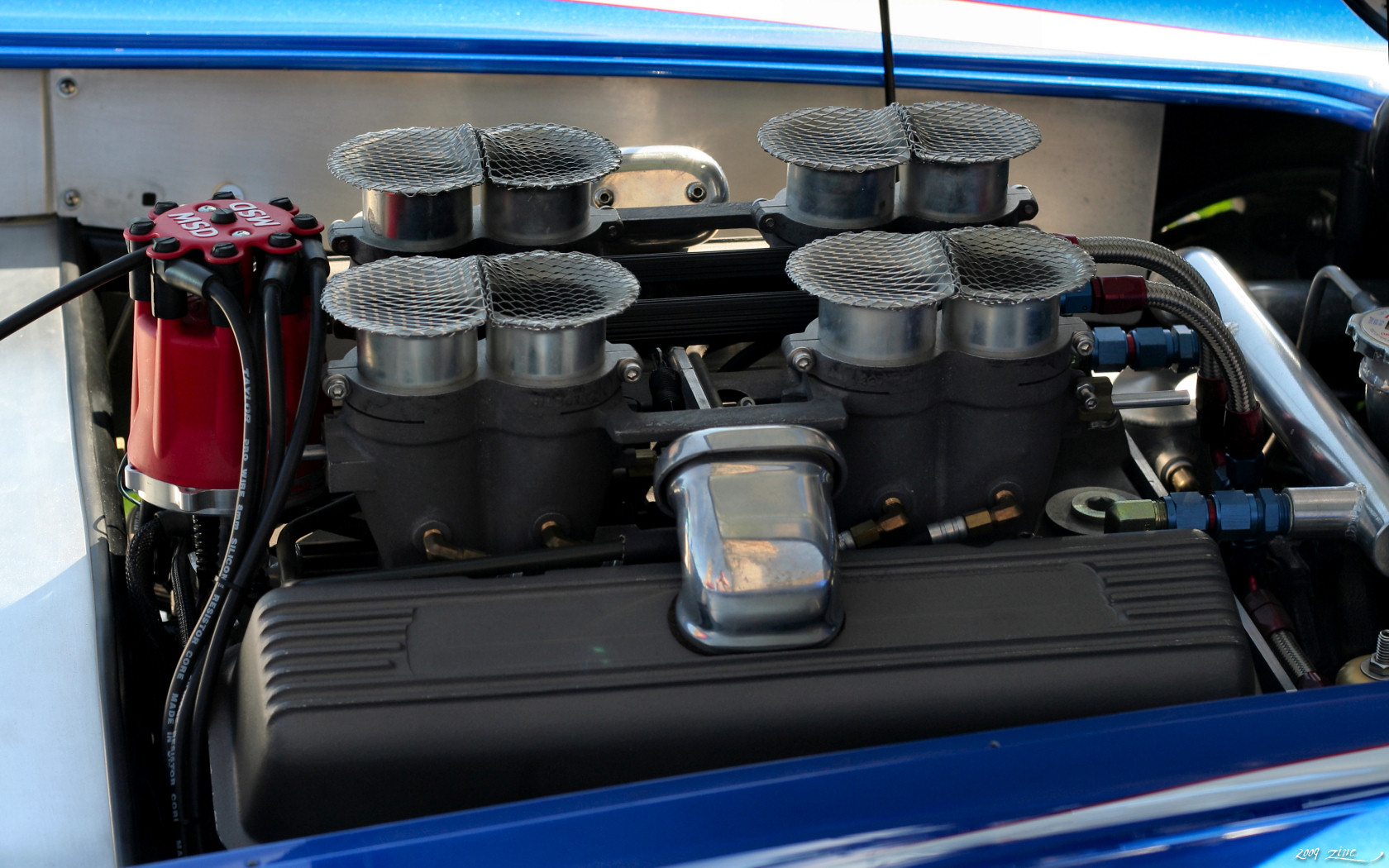
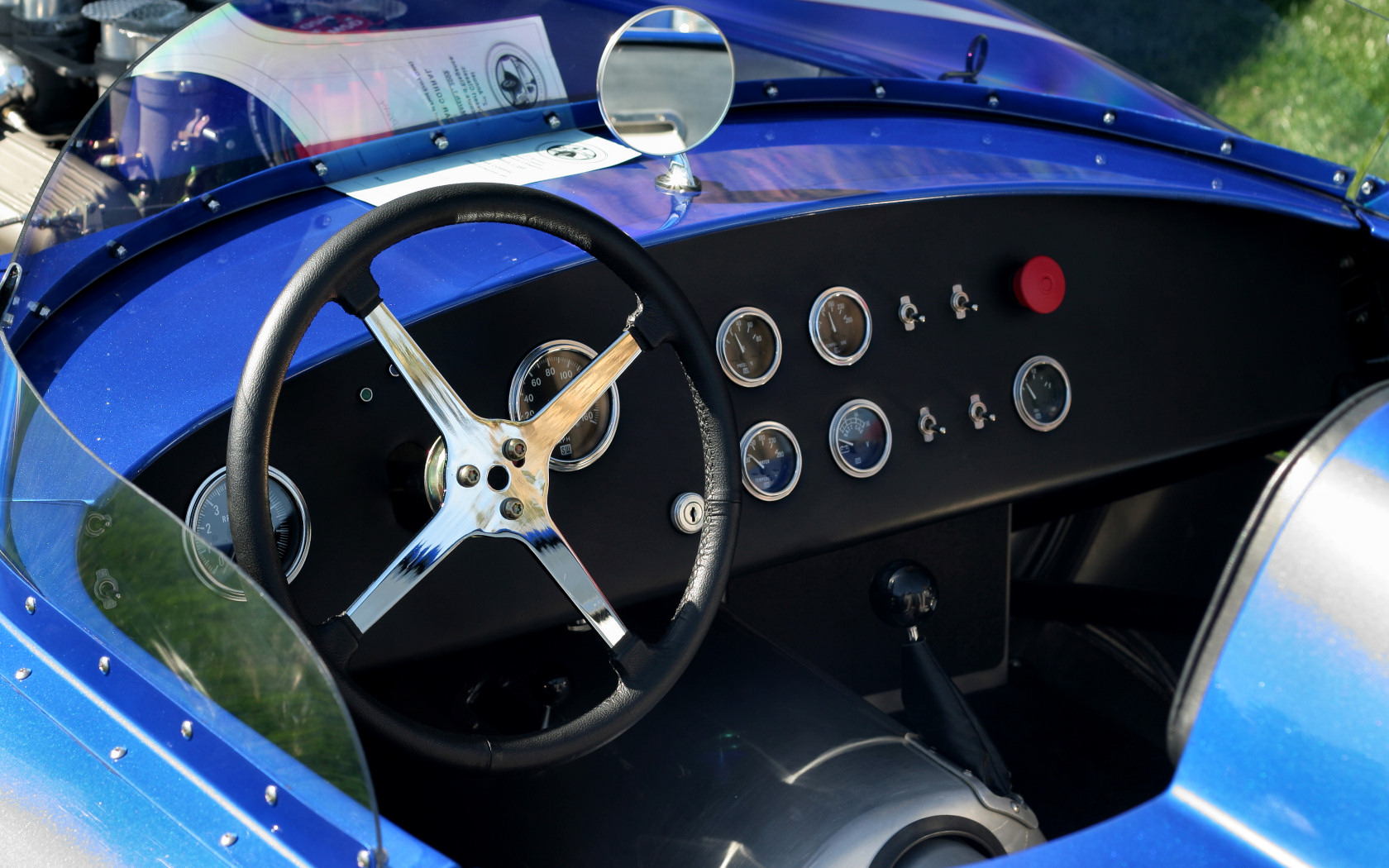